# John Stebbins
John "Stebby" Stebbins, född 1965, var en amerikansk soldat som stred i slaget om Mogadishu i början av oktober 1993. För sina insatser i Somalia belönades han med utmärkelsen Silver Star. Han omnämns i boken Black Hawk Down, skriven av Mark Bowden. I filmen med samma namn är han utbytt mot en rollfigur vid namn John "Grimsey" Grimes, spelad av Ewan McGregor.
År 2000 dömdes Stebbins för övergrepp och våldtäkt på sin 6-åriga dotter. Han dömdes till 30 år i fängelse.